# 大庭御厨
大庭御厨（おおばみくりや）は、相模国高座郡の南部（現在の茅ヶ崎市、藤沢市）にあった、寄進型荘園の一つ。鎌倉時代末期には13の郷が存在した相模国最大の御厨（伊勢神宮領）である。

## 概説
大庭御厨は鎌倉景正（景政）によって開発された。伊勢神宮に寄進されたが、源義朝の乱入を防ぐことは出来なかった。大庭氏は保元の乱以降、源氏の配下となった。大庭氏は和田合戦で滅亡したが、大庭御厨は三浦氏や北条得宗家の所領として存続した。
大庭御厨は典型的な寄進型荘園である。在地領主層が脆弱な地位を守るために寄進を行った事、寄進による保護にも限界があり、鎌倉幕府の成立へとつながって行った事の例示としてよく取り上げられる。

## 成立
大庭御厨は長治元年（1104年）頃、鎌倉景正が大庭郷を中心に山野未開地を開発したものである。伊勢恒吉の斡旋で永久5年（1117年）伊勢神宮に寄進した。鎌倉景正は後三年の役（1083年 - 1087年）の勇者として有名である。大庭御厨の境界は、東は俣野川（藤沢市の境川）、西は神郷（寒川）、南は海、北は大牧崎だった。田地の面積は、久安元年（1145年）で95町、鎌倉時代末期には150町に達した。
大庭郷の成立は、9世紀以前と思われる。「大庭」「庭」も祭司の場を意味すると言う。現在も藤沢市に大庭の地名が残る。御厨は天皇家や伊勢神宮、下鴨神社の領地を意味する。

## 官省符荘への昇格
大庭御厨は国司免判によって成立した国免荘だったため、常に収公・停廃の危険性があった。実際に国司による特権の取り消しは再三行われ、寄進した翌年の元永元年（1118年）、大治6年（1131年）、天承2年（1132年）に特権を再付与（奉免立券）されている。またこの他にも国司の交替の毎に、周囲の開発領主と思われる国衙の在庁官人によって濫妨（らんぼう）されたと伊勢神宮側は訴えている。伊勢神宮はその不安定な状態を打開するため、国司の承認による「国免荘」ではなく、より確実な朝廷の承認による荘園とすべく運動を始め、永治元年（1141年）に官省符荘に昇格させる。
この間、景正の後裔である御厨の下司にも動きがあった。長承4年（1134年）当時の大庭御厨の下司は景正の子の景継であった。しかし10年後の天養元年（1144年）の下司は、景正の直系でなく庶流の大庭景宗だった。大庭景宗は景正の甥の子とも、従兄弟の孫とも言われている（系図参照）。大庭城を築城した。この間の事情は明らかではない。

## 源義朝の大庭御厨濫行
天養元年（1144年）9月、源義朝の大庭御厨濫行事件が起きる。源義朝は相模国衙の田所目代（税務の代官）源頼清と組んで、「大庭御厨内の鵠沼（くげぬま）郷は鎌倉郡に属する公領である」と主張し、在庁官人とともに御厨に侵攻して濫妨(暴行・略奪)を行い、神人に重傷を負わせた。伊勢神宮は直ちに政府に提訴する。しかし、その最中に源義朝は、源頼清や在庁官人の三浦義継・中村宗平など「千余騎」によって大庭御厨に再侵攻し、御厨の停廃を宣言して大規模な収奪を行った。
下司である大庭景宗は伊勢神宮を通じ太政官に訴え、伊勢神宮は、まず義朝の処罰を相模国司に要求するが、国司は「義朝濫行のことにおいては国司の進止にあたはず」と返答する有様だった。

## その後の大庭氏
その後の事件経緯は不明であるが、大庭御厨と下司である大庭氏は存続した。保元元年（1156年）の保元の乱では、大庭景宗の子である大庭景義（兄）、大庭景親（弟）は義朝の配下として参戦。大庭景義は源為朝の矢を受けて負傷し以降歩行困難となり、実権は弟に移ったと見られている。
平治元年（1160年）に平治の乱が起きる。平治の乱における大庭氏の動向は不明だが、こののち景親は平清盛の家人となった。平家の威光を背景に相模国に勢力を拡大し、三浦氏や中村氏を圧迫した。治承4年（1180年）の石橋山の合戦では、相模・武蔵の公称3千騎を引き連れ、源頼朝を敗走させた。
源頼朝は同年の富士川の戦いで平家を敗走させ、関東の支配を確立した。大庭景親は斬首されたが、大庭御厨は大庭氏の元に残った。大庭景義は頼朝側に付いていたのである。治承5年7月8日（1181年8月19日）、鶴岡若宮造営遷宮にあたり、大庭御厨庤（神館）の一古娘（巫女）が源頼朝の命で参上奉仕した。しかし建暦3年（1213年）、和田合戦が起きる。大庭景兼は連座し、大庭景宗の系統は滅亡。鎌倉景正の直系である長江氏などは残ったが、鎌倉党は解体していった。

## その後の大庭御厨
大庭御厨は三浦氏の所領となるが、宝治元年6月5日（1247年7月8日）に起きた宝治合戦により三浦氏が滅亡。北条得宗家の所領となったものと思われる。鎌倉時代末期には相模国最大の御厨に発展した。